# Михайловский сельсовет (Давлекановский район)
Михайловский сельсове́т — упразднённая в 2008 году административно-территориальная единица и сельское поселение (тип муниципального образования) в составе Давлекановского района. Почтовый индекс — 453416. Код ОКАТО — 80222832000. Объединён с сельским поселением Поляковский сельсовет.

## Состав сельсовета
Село Вперёд — административный центр, село Дружба, хутора Михайловка, Туксанбай, Бишкаин.

## История
Закон Республики Башкортостан от 19.11.2008 N 49-з «Об изменениях в административно-территориальном устройстве Республики Башкортостан в связи с объединением отдельных сельсоветов и передачей населённых пунктов», ст.1 п. 18) б) гласил:

 "Внести следующие изменения в административно-территориальное устройство Республики Башкортостан:
 объединить Поляковский и Михайловский сельсоветы с сохранением наименования «Поляковский» с административным центром в селе Поляковка.
Включить сёла Вперёд, Дружба, хутора Бишкаин, Михайловка, Туксанбай
Михайловского сельсовета в состав Поляковского сельсовета.

Утвердить границы Поляковского сельсовета согласно представленной схематической карте.

Исключить из учётных данных Михайловский сельсовет
На 2008 год граничил с Чишминским районом, с муниципальными образованиями: Казангуловский сельсовет, Сергиопольский сельсовет, Рассветовский сельсовет, Поляковский сельсовет(«Закон Республики Башкортостан от 17.12.2004 N 126-з (ред. от 19.11.2008) „О границах, статусе и административных центрах муниципальных образований в Республике Башкортостан“»).